# قمحانة
قمحانة هي بلدة سورية تتبع ناحية مركز حماة في منطقة مركز حماة في محافظة حماة. بلغ عدد سكانها 13,228 نسمة في عام 2004 حسب إحصاء المكتب المركزي للإحصاء.
تقع إلى الشمال من مدينة حماة بحوالي 8 كم، وتمتد من سفح جبل زين العابدين شرقاً إلى خربة الحجامة وضفاف نهر العاصي غرباً ومن مدينة حماة جنوباً إلى طيبة الإمام شمالاً، يرتفع مركزها عن مستوى سطح البحر حوالي 338 م ويتفاوت هذا الارتفاع لتنوع تضاريسها بين النهر والجبل والسهل والوديان العديدة التي تجتاز البلدة مثل:
- وادي الطحانة
- وادي الغربي
- وادي جحا
- وادي الميدات
- وادي حرسين
- وادي سوار الذي يحدها من جهة الشمال الغربي.

## أصل التسمية
تعود تسمية بلدة قمحانة إلى اللغة السريانية والمعنى الحرفي للكلمة الأقماح (من القمح) ما يدل على البعد التاريخي للبلدة وقدم زراعة القمح فيها والتي ما زالت مزدهرة حتى اليوم.

## الزراعة
اشتهرت قمحانة بزراعتها وخاصة عندما كانت مركزاً مهماً لزراعة العنب لعدة عقود في القرن المنصرم وزراعة القمح والزيتون المزدهرتان تاريخياً في البلدة حتى اليوم ومع انتشار الآبار والاستثمار الأمثل لمياه نهر العاصي انتشرت زراعة اللوزيات والفواكه علماً أن مساحة الأراضي المروية تبلغ /27130/ دونم أما الأراضي غير المروية فتبلغ مساحتها /14525/ دونم ويغلب زراعتها بالزيتون والشعير.

## الصناعة
تتميز بلدة قمحانة بموقع هام بحكم قربها من مدينة حماة ووقوعها على طريق عام حماة – حلب ما أدى إلى انتشار المنشآت الصناعية التي تنوعت بين صناعة ثقيلة كمعمل الحديد ومعامل الزيوت ومعاصر الزيتون وجرش وتغليف الحبوب وصناعات معدنية وصناعات غذائية متنوعة.

## السياحة والآثار
يوجد بالقرب من البلدة عدة مواقع هامة مثل جبل زين العابدين الذي يؤمّه الآلاف من المصطافين يومياً في شهور الربيع والصيف وكذلك موقع الدفاعي الذي يحتاج إلى العناية ليعود موئلاً مهماً للسياحة الداخلية ويوجد على نهر العاصي بمحاذاة البلدة أكثر من عشرة مواقع لأوابد النواعير منها الدفاعي والمرديشة والناصرية وتاريخياً كان يتبع لقمحانة تل الناصرية الذي يعتبر بحسب مديرية الآثار موقعاً هاماً وضخماً على طراز مملكة قطنا تعود آثاره لعدة حقب أهمها البرونزي الوسيط.

## قمحانة و الثورة السورية
في آذار ونيسان 1982، بعد أن ارتكبت قوات حافظ الأسد مذبحتها الكبرى في حماة، كوفئ بعثيون ومخبرون ومجرمون من فقراء قمحانة بنصيب من فتات الغنائم الذي تركته سرايا الدفاع بعد استباحتها المدينة، وفي الوقت عينه ساعد شبان من البلدة بعض الهاربين من المذبحة وفي توصيل دواء وغذاء للمنكوبين العالقين فيها. وخلال تلك السنوات لم تسلم قمحانة ذاتها، اذ لوحق خريجون وطلاب جامعيون من أبناء عائلتي عجاج وشهاب وعائلات أخرى (سودين و العلي والحسن و شعيل و العباس، الخ.. ) مات بعضهم تحت التعذيب بعد الاعتقال أو قضوا سنين طويلة فيه، وهرب آخرون إلى الأردن والسعودية ودول أخرى ما زالوا فيها حتى الآن. كان لمحنة هاتين العائلتين -وهما من الأكبر في قمحانة- أثر في اتخاذهما موقف الحياد حين اندلعت الثورة، عبرة من الماضي الأليم. بخروج العائلتين من المشهد، ثم بانقسام عائلات أخرى كبيرة (العمر، عبد الرحمن، سودين. الخ.. ) بين معارض ومؤيد ومحايد، ضعفت الكتلة العددية المفترض أن تحمل الحراك الوليد وتحميه أمام عائلات مؤيدة، كبرى وذات ثقل (طماس، سباهي، رجب الخ.. ) أو أقل أهمية (كشتو، عثمانلي، علي هي، السخني. الخ.. ) نجحت في وأد ثورة قمحانة باكراً. ref name> http://ayn-almadina.com/details/%D9%82%D9%85%D8%AD%D8%A7%D9%86%D8%A9...%20%D8%A7%D9%84%D8%A8%D9%84%D8%AF%D8%A9%20%D8%A7%D9%84%D8%AA%D8%A7%D8%A6%D9%87%D8%A9/4016/ar\>
وقال أحد النشطاء من قمحانة لبلدي نيوز : "إن نظام الأسد الأب منذ اغتصابه السلطة في سوريا سعى جاهداً لفصل مدينة حماة عن امتدادها "السني" في الريف الشمالي الأكبر من حيث التعداد السكاني للمدينة، فدعم عائلة السباهي الدخيلة على البلدة منذ الثمانينات، والتي ساعدته في أحداث حماة، بالإضافة إلى دعم عائلة الطماسة البعثية، حيث كافئ هذه العائلات بالعديد من المناصب والامتيازات لتصبح فيما بعد من أغنى العائلات التي اجتذبت إليها معظم الأقليات الفقيرة في البلدة، وأمنت لهم أعمالاً في أملاكها ليصبح ولاؤها لهذه العائلة التي توالي بدورها نظام الأسد".
ويتابع الناشط أنه ومع بداية الحراك السلمي خرجت عدة مظاهرات في البلدة جوبهت بمسيرات مؤيدة من قبل العائلتين سابقتي الذكر، ودارت العديد من الاشتباكات بالعصي والحجارة بين الموالين والمعارضين وانقسمت البلدة إلى حيين غربي وشرقي، وكان الحي الغربي يعتبر معقلاً للمعارضين من الثوار في حين كان الشرقي بؤرة للمؤيدين، ولقربهم من مدينة حماة شاركوا بالعديد من مظاهرات المدينة والتي اعتقل فيها العشرات من أبناء البلدة".
وأردف بالقول: "مع دخول جيش النظام إلى مدينة حماة اقتحم البلدة وقتل وأسر العشرات من أبناء البلدة، ما أجبر معظم المطلوبين للخروج من البلدة، وجند كل الموالين له وأعطاهم مطلق الصلاحيات في الإساءة للعائلات المعارضة من سلب ونهب وخطف وابتزاز وحرق للمنازل".
```
ومع تحول الثورة السورية إلى خيار المقاومة، شكل الثوار كتيبة أسود الرحمن والتي كانت العمود الرئيسي للواء "مجاهدي الشام" التابع للجيش الحر، وشاركوا بالعديد من المعارك في ريفي حماة الشمالي وإدلب الجنوبي، وقدموا العديد من الشهداء وعشرات الجرحى، ووصل عدد الشهداء إلى 40 شهيداً، بالإضافة إلى ما يزيد عن 110 مفقوداً منذ العام ٢٠١١من البلدة و الأزوار المحيطة بها، هذا بالإضافة إلى مئات المعتقلين الذين اعتقلوا وأطلق سراحهم في فترات متفاوتة من الاعتقال. 
```

و يذكرأن من بين شهداء البلدة إعلامي حي بابا عمرو أحمد الحمادة الذي رافق وفد الجامعة العربية بالحي، والإعلامي معاذ العمر الذي استشهد في كفرزيتا، والقائد العسكري في جيش الإسلام محمد الحمادة الذي استشهد في غوطة الشرقية. >ref name"https://baladi-news.com/ar/articles/14900/%D8%AB%D9%88%D8%A7%D8%B1-%D9%82%D9%85%D8%AD%D8%A7%D9%86%D8%A9-%D8%AC%D8%B2%D9%8A%D8%B1%D8%A9-%D9%81%D9%8A-%D8%A8%D8%AD%D8%B1-%D8%A7%D9%84%D8%AA%D8%B4%D8%A8%D9%8A%D8%AD/>
وحاول الثوار البلدة المهجرون إلى الشمال السوري استعادة بلدتهم  في هجمات هيئة تحرير الشام و جند الأقصى في عام ٢٠١٤و ٢٠١٧ لكنهم فشلوا بسبب استماتة الشبيحة من أهالي البلدةو النظام السوري و الميليشيات الإيرانية في صد الهجمات حتى نجحوا في ذلك في عملية ردع العدوان التي أدت لتحرير سوريا في يوم ٥-١٢-٢٠٢٤.

## وصلات خارجية
- الوحدات الإدارية في محافظة حماة نسخة محفوظة 18 أبريل 2019 على موقع واي باك مشين.